# Fałszywy pierwiastek
Fałszywy pierwiastek (fr. faussent) – archaiczne pojęcie matematyczne, w arytmetyce odcinków oznaczające rozwiązanie równania będące liczbą ujemną. Pojęcie wprowadził Kartezjusz jako odpowiedź na nieścisłości współtworzonej przez niego nowoczesnej arytmetyki XVII-wiecznej. Uznaje się to za pierwsze w historii matematyki europejskiej użycie liczb ujemnych.
Problem istnienia takich pierwiastków wynikał z interpretowania działań algebraicznych jako operacje w ciele odcinków. Wszystkie liczby, niewiadome oraz rozwiązania równań były traktowane jako długości odpowiednich odcinków lub wręcz same odcinki. Ponieważ nie istnieją odcinki o ujemnych długościach, pojawił się problem z interpretacją ujemnych pierwiastków zadanych równań.
Kartezjusz w Geometrii pisał:

Zdarza się (...) często, że niektóre z pierwiastków są fałszywe lub mniejsze od niczego; jeśli zakładamy, że {\displaystyle x} określa również brak wielkości {\displaystyle 5,} wtedy otrzymujemy: {\displaystyle x+5=0,} które będąc pomnożone przez {\displaystyle x^{3}-9xx+26x-24=0,} daje {\displaystyle x^{4}-4x^{3}-19xx+106x-120=0} równanie z czterema pierwiastkami, mianowicie z trzema prawdziwymi {\displaystyle 2,3,4,} oraz jednym fałszywym {\displaystyle 5.}

Pierwiastki są wielkościami ({\displaystyle x} jest odcinkiem), zatem nie można im przypisać wartości ujemnej. Konieczność wykonywania operacji na pierwiastkach fałszywych spowodowała potrzebę stworzenia dodatkowych zabiegów matematycznych z nimi związanych – przykładowo Kartezjusz, porównując pierwiastki prawdziwe z fałszywymi, w rzeczywistości porównuje ich wartości bezwzględne (widać to również w powyższym cytacie, w którym Kartezjusz pierwiastek fałszywy określił jako {\displaystyle 5,} a nie {\displaystyle -5,} zatem w rzeczywistości wskazał moduł ujemnego rozwiązania).
Kartezjusz stworzył i opisał arytmetykę pierwiastków prawdziwych i fałszywych, opierającą się m.in. na modułach pierwiastków fałszywych, co obrazują poniższe cytaty:
- liczba fałszywych pierwiastków

Wiemy (...), ile w każdym równaniu może być prawdziwych pierwiastków, a ile fałszywych: mianowicie może być tyle prawdziwych, ile razy zmienione są znaki {\displaystyle +} i {\displaystyle -,} oraz tyle fałszywych, ile razy dwa znaki {\displaystyle +} lub {\displaystyle -} następują po sobie.

- zmniejszanie wymiaru równania

(...) suma równania, które zawiera kilka pierwiastków, może być zawsze podzielona przez dwumian złożony z wielkości nieznanej minus wartość jednego dowolnego prawdziwego pierwiastka lub plus wartość jednego fałszywego (...)

- działania na pierwiastkach

Należy zauważyć, że zwiększając prawdziwe pierwiastki równania, zmniejszamy fałszywe o tę samą liczbę, lub przeciwnie, zmniejszając prawdziwe, powiększamy fałszywe; a jeśli zmniejszamy jedne albo drugie, o równą im wielkość, to stają się zerowe; a gdy przekraczają tę wielkość, to prawdziwe stają się fałszywymi lub fałszywe prawdziwymi

- zamienianie pierwiastków prawdziwych na fałszywe lub odwrotnie

(...) łatwo jest sprawić, by w tym samym równaniu wszystkie fałszywe pierwiastki stały się prawdziwymi i tak samo, by wszystkie, które były prawdziwe, stały się fałszywymi, mianowicie zmieniając wszystkie znaki {\displaystyle +} lub {\displaystyle -,} które są w drugim, czwartym, szóstym, lub innych miejscach określonych przez liczby parzyste, nie zmieniając tych w pierwszym, trzecim, piątym i w podobnych, określonych przez liczby nieparzyste

- a także bardziej skomplikowane operacje, np. co zrobić, by wszystkie fałszywe pierwiastki stały się prawdziwymi, lecz by prawdziwe nie stały się fałszywymi[9] albo jak można pominąć drugi wyraz równania[10].

Opieranie pojęcia pierwiastków fałszywych na ich wartościach bezwzględnych widać również z tym zdaniu:

Jak ta (...) [suma równania] {\displaystyle x^{4}-4x^{3}-19xx+106x-120=0} może być podzielona przez {\displaystyle x-2} i przez {\displaystyle x-3,} i przez {\displaystyle x-4,} i przez {\displaystyle x+5,} ale nie przez {\displaystyle x+} lub {\displaystyle -} żadna inna wielkość, co pokazuje, że może ona mieć tylko cztery pierwiastki {\displaystyle 2,3,4} i {\displaystyle 5.}

Kartezjusz w swoim dziele, Geometria, odwoływał się do Artis Magnæ Girolamo Cardano, w którym stworzone zostało pojęcie liczby fikcyjnej, co mogło stać się inspiracją dla stworzenia pojęcia pierwiastka fałszywego. Kartezjusz oprócz nowatorskiego rozumienia natury ujemnych rozwiązań równań (stworzenie nowej interpretacji dla niemożliwej ujemnej długości odcinka) przyczynił się także do stworzenia pojęcia liczby urojonej (interpretacja dla kwadratu o ujemnym polu), które przekraczało wyobraźnię Cardano.